# 因达亚河畔埃斯特雷拉
因达亚河畔埃斯特雷拉是巴西米纳斯吉拉斯州的一个市镇。总面积635.364平方公里，总人口3651人，人口密度5.7人/平方公里。